# 스테판 홀름
스테판 크리스티안 홀름(스웨덴어: Stefan Christian Holm, 1976년 5월 25일 ~ )은 스웨덴의 높이뛰기 선수이다. 그의 개인 기록들은 2.37m(7 피트 9.3 인치, 2008년 실외 기록)와 2.40m(7 피트 19.49 인치, 2005년 실내 기록)이다.
베름란드 주 프르스하가에서 태어난 아버지에게 훈련을 받았으며, 어린 시절에는 축구를 하였다. 1991년에 와서 자신이 축구 선수보다 높이뛰기 선수로서 가능성이 있다는 것을 깨달은 홀름은 스웨덴의 전설적 높이뛰기 선수이자, 전 세계 기록 보유자 파트리크 셰베리의 영향을 받았다고 한다.
2000년 자신이 시드니 올림픽에서 2.32m를 뛰어넘으면서 4위를 할 때에 세계 육상 장면에 자신의 큰 돌파를 일으켰다.
4년 후, 아테네 올림픽에서 금메달을 획득한 홀름은 같은 해 스웨덴에서 가장 현저한 선수에게 주어지는 스벤스카 다그블라데트 금메달을 수상하였다.
2008년 베이징 올림픽에서 4위를 끝으로 은퇴흘 선언한 홀름은 하비에르 소토마요르 이래 실내에서 2.40m를 제거한 2명의 선수들 중의 하나이다.
2010년 스웨덴에서 열린 자선 행사 오토 라운지 컴백의 높이뛰기 시합에 돌아왔다. 그의 주요 라이벌 셰베리는 무릎 부상을 당하고, 홀름은 득점을 위해 발의 잘못된 방향으로 넘는 데 동의하였다. 셰베리를 발의 잘못된 방향으로 대결을 벌이면서 꺾은 후, 보통의 동작으로 돌아가 2.15m를 넘어 이반 우호프와 도널드 토머스에게 밀려 3위를 하였다.